# 라그랑주 네 제곱수 정리
수론에서 라그랑주 네 제곱수 정리(-數定理, 영어: Lagrange's four-square theorem)는 모든 양의 정수가 많아야 4개의 제곱수의 합이라는 정리이다.

## 정의
양의 정수 {\displaystyle n\in \mathbb {Z} ^{+}}가 주어졌다고 하자. 라그랑주 네 제곱수 정리에 따르면, 다음을 만족시키는 4개의 음이 아닌 정수 {\displaystyle x,y,z,w\in \mathbb {Z} ^{+}\cup \{0\}}이 존재한다.
{\displaystyle n=x^{2}+y^{2}+z^{2}+w^{2}}
사실, 4개라는 조건은 더 적은 개수로 대신할 수 없다. 즉, {\displaystyle n,k\in \mathbb {Z} ^{+}\cup \{0\}}에 대하여, {\displaystyle 4^{n}(8k+7)}는 3개의 제곱수의 합으로 나타낼 수 없으며, 이러한 꼴을 제외한 모든 정수들은 3개의 제곱수의 합으로 나타낼 수 있다. 또한, 음이 아닌 정수라는 조건은 양의 정수로 대신할 수 없다. 예를 들어, {\displaystyle n\in \mathbb {Z} ^{+}\cup \{0\}}에 대하여, {\displaystyle 2^{2n+1}}는 4개의 0이 아닌 제곱수의 합으로 나타낼 수 없다. 또한, 다음과 같은 12개의 수를 제외한 모든 양의 정수는 5개의 0이 아닌 제곱수의 합이다.
1, 2, 3, 4, 6, 7, 9, 10, 12, 15, 18, 33 (OEIS의 수열 A047701)

## 증명
사실 {\displaystyle n=p}가 소수일 경우를 보이는 것으로 충분하다. 이는 다음과 같은 오일러의 네 제곱수 항등식 때문이다.
{\displaystyle {\begin{aligned}(x^{2}+{}&y^{2}+z^{2}+w^{2})({x'}^{2}+{y'}^{2}+{z'}^{2}+{w'}^{2})\\={}&(xx'+yy'+zz'+ww')^{2}+(xy'-yx'-zw'+wz')^{2}\\&+(xz'+yw'-zx'-wy')^{2}+(xw'-yz'+zy'-wx')^{2}\qquad \forall x,y,z,w,x',y',z',w'\in \mathbb {Z} ^{+}\cup \{0\}\end{aligned}}}
또한, {\displaystyle p=2}일 경우는 자명하므로, {\displaystyle p>2}라고 가정하자. 이제 다음을 만족시키는 {\displaystyle k\in \{1,2,\dots ,p-1\}} 및 {\displaystyle x,y\in \{0,1,\dots (p-1)/2\}}가 존재함을 보이자.
{\displaystyle kp=x^{2}+y^{2}+1}
다음과 같은 두 집합이 서로소가 아님을 보이면 된다.
{\displaystyle \{\phi _{p}(x^{2})\colon x\in \{0,1,\dots ,(p-1)/2\}\}\subseteq \mathbb {Z} /(p)}
{\displaystyle \{\phi _{p}(-y^{2}-1)\colon y\in \{0,1,\dots ,(p-1)/2\}\}\subseteq \mathbb {Z} /(p)}
여기서 {\displaystyle \phi _{p}(-)}는 {\displaystyle p}에 대한 나머지이며, {\displaystyle \mathbb {Z} /(p)}는 {\displaystyle p}에 대한 모든 나머지의 집합이다. 임의의 {\displaystyle x,x'\in \{0,1,\dots ,(p-1)/2\}}에 대하여, 만약
{\displaystyle x^{2}\equiv {x'}^{2}{\pmod {p}}}
라면,
{\displaystyle x\equiv x'{\pmod {p}}}
이거나
{\displaystyle x+x'\equiv 0{\pmod {p}}}
이므로, {\displaystyle x=x'}이다. 즉, 이 두 집합의 크기는 모두 {\displaystyle (p+1)/2}이며, {\displaystyle \mathbb {Z} /(p)}의 크기는 {\displaystyle p}이므로 이 두 집합은 서로소가 아니다. {\displaystyle k<p}인 이유는 다음과 같다.
{\displaystyle kp=x^{2}+y^{2}+1<p^{2}/2+1<p^{2}}
이제 {\displaystyle p}가 4개의 제곱수의 합임을 증명하자. 다음과 같은 {\displaystyle m}을 정의하고, {\displaystyle m=1}임을 보이면 충분하다.
{\displaystyle m=\min\{k\in \mathbb {Z} ^{+}\colon \exists x,y,z,w\in \mathbb {Z} ^{+}\cup \{0\}\colon kp=x^{2}+y^{2}+z^{2}+w^{2}\}\in \mathbb {Z} ^{+}}
귀류법을 사용하여, {\displaystyle m>1}이라고 가정하자. 다음을 만족시키는 {\displaystyle x,y,z,w\in \mathbb {Z} ^{+}\cup \{0\}}이 존재한다.
{\displaystyle mp=x^{2}+y^{2}+z^{2}+w^{2}}
만약 {\displaystyle m}이 짝수라면, 편의상 {\displaystyle x^{2}+y^{2}}와 {\displaystyle z^{2}+w^{2}}가 짝수라고 가정할 수 있으며, 이 경우 다음이 성립한다.
{\displaystyle {\begin{aligned}mp/2&=(x^{2}+y^{2})/2+(z^{2}+w^{2})/2\\&=((x+y)/2)^{2}+((x-y)/2)^{2}+((z+w)/2)^{2}+((z-w)/2)^{2}\end{aligned}}}
이는 모순이므로, {\displaystyle m}은 홀수이다. 다음과 같은 {\displaystyle x',y',z',w'\in \{-(m-1)/2,\dots ,(m-1)/2\}}를 취하자.
{\displaystyle x\equiv x',\;y\equiv y',\;z\equiv z',\;w\equiv w'{\pmod {m}}}
그렇다면,
{\displaystyle {x'}^{2}+{y'}^{2}+{z'}^{2}+{w'}^{2}\equiv 0{\pmod {m}}}
{\displaystyle {x'}^{2}+{y'}^{2}+{z'}^{2}+{w'}^{2}<m^{2}}
이므로, 다음을 만족시키는 {\displaystyle 0\leq m'<m}이 존재한다.
{\displaystyle mm'={x'}^{2}+{y'}^{2}+{z'}^{2}+{w'}^{2}}
만약 {\displaystyle m'=0}이라면,
{\displaystyle x\equiv y\equiv z\equiv w\equiv 0{\pmod {m}}}
이므로,
{\displaystyle p/m=(x/m)^{2}+(y/m)^{2}+(z/m)^{2}+(w/m)^{2}\in \mathbb {Z} }
이다. 이는 {\displaystyle 1<m\leq k<p}에 모순이다. 따라서, {\displaystyle m'\geq 1}이며, 또한 다음이 성립한다.
{\displaystyle {\begin{aligned}m^{2}m'p=(x^{2}+{}&y^{2}+z^{2}+w^{2})({x'}^{2}+{y'}^{2}+{z'}^{2}+{w'}^{2})\\={}&(xx'+yy'+zz'+ww')^{2}+(xy'-yx'-zw'+wz')^{2}\\&+(xz'+yw'-zx'-wy')^{2}+(xw'-yz'+zy'-wx')^{2}\end{aligned}}}
마지막 등식의 각 항의 나머지를 생각하면 다음을 얻는다.
{\displaystyle xx'+yy'+zz'+ww'\equiv x^{2}+y^{2}+z^{2}+w^{2}\equiv 0{\pmod {m}}}
{\displaystyle xy'-yx'-zw'+wz'\equiv xy-yx-zw+wz\equiv 0{\pmod {m}}}
{\displaystyle xz'+yw'-zx'-wy'\equiv xz+yw-zx-wy\equiv 0{\pmod {m}}}
{\displaystyle xw'-yz'+zy'-wx'\equiv xw-yz+zy-wx\equiv 0{\pmod {m}}}
즉, {\displaystyle m'p}는 4개의 제곱수의 합으로 다음과 같이 나타낼 수 있다.
{\displaystyle {\begin{aligned}m'p={}&((xx'+yy'+zz'+ww')/m)^{2}+((xy'-yx'-zw'+wz')/m)^{2}\\&+((xz'+yw'-zx'-wy')/m)^{2}+((xw'-yz'+zy'-wx')/m)^{2}\end{aligned}}}
이는 모순이다. 따라서, {\displaystyle m=1}이며, {\displaystyle p}는 4개의 제곱수의 합이다.

## 역사
디오판토스의 《산술(Αριθμητικα)》에서 처음으로 그 내용이 나타나고 프랑스의 클로드 가스파르 바셰가 1621년 이 책을 라틴어로 번역하여 유럽 수학계에 알려졌지만 이에 대한 제대로 된 증명은 없었다. 그 이후 바셰의 추측이라는 이름이 붙었으나, 조제프루이 라그랑주가 1770년에 완전히 증명에 성공하였다.

## 같이 보기
- 페르마 두 제곱수 정리
- 페르마 다각수 정리
- 15 정리
- 야코비의 네 제곱수 정리
- 웨어링의 문제